# 杨贵妃
楊貴妃（719年6月22日—756年7月15日），本名楊玉環，号太真，蒲州永樂（今山西永濟）人，是唐玄宗寵妃。相傳乃中國古代四大美人的「羞花」。杨氏最初为唐玄宗第十八子壽王李瑁的王妃，后出家为道姑，道号太真，後還俗。天宝四年（745年），杨氏封为贵妃，正式成为唐玄宗妃嫔。756年安史之乱期间被认为以美貌迷惑天子，讓大唐衰落，引發士兵不滿，要求唐玄宗將其處死。玄宗无可奈何，最终在马嵬驿兵变事件中賜她白綾，命其自盡。

## 姓名
正史载其号為太真，未載其名，故士大夫、史家、詩人多喚為楊太真。一说其小字玉環，另说小字“玉奴”，世人多称以楊玉環。

## 生平

### 家族背景

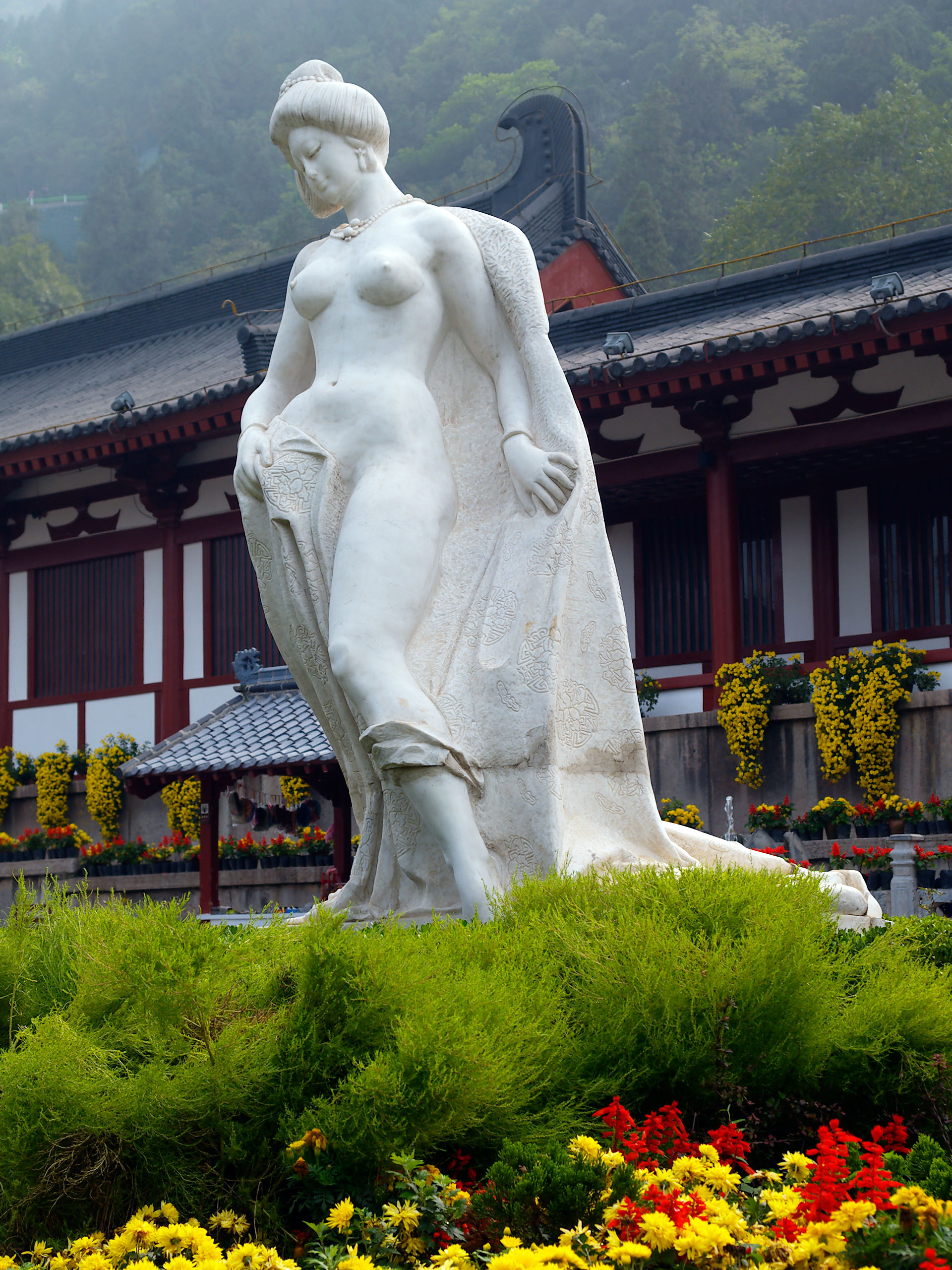
現代人在華清池旁建造的雕像：楊貴妃入浴像

杨氏家族出于弘農楊氏，出自東漢高門楊震。十世祖楊結為慕容氏中山相，九世祖楊珍為北魏上谷郡守，八世祖楊真官為河內郡、清河郡守，七世祖楊懿為洛州刺史，封弘農簡公。六世祖楊順為冀州刺史，封三門縣伯，遷居蒲州永樂，於是家族籍蒲州，遂为永樂（今山西永濟）人，是為河中楊氏房。五世祖楊琛，官儀同三司，封平鄉縣公。高祖楊汪，為隋大理卿，梁郡通守；大唐秦王世民平洛陽，楊汪因黨附王世充，「以凶黨誅死」。曾祖楊令本，官至金州刺史。祖父友諒，為昊陵令。楊貴妃父親玄琰，家於蒲州永樂獨頭坡，為蜀州司戶。

### 早年
据說《新唐书》所记逝世时三十八岁（虚岁），倒推楊貴妃为719年出世。传奇小说《杨太真外传》称其生日为六月一日，生于蜀地彭州，地方志更一进步指出杨氏生于蜀导江县（在今四川省成都市都江堰市境）。清朝嘉庆年间编撰的《全唐文》中，收录的《容州曾宁县杨妃碑记》称她为“容州杨卫人”，故地方志称生於容州（今广西壮族自治区容县），但有认为此文为后世伪作。杨氏為唐初被殺的隋朝官员楊汪之五世孫，高祖杨令本任金州刺史。父亲楊玄琰曾任蜀州司户，十歲時喪父，被叔父河南府士曹參軍楊玄璬收養。

### 寿王妃时期
開元二十三年十二月二十四日（736年2月10日），杨氏以“杨玄璬长女”的身份受封为寿王妃，成为壽王李瑁的妻子。李瑁的母亲武惠妃是唐玄宗最为宠爱的妃子，在宫中的礼遇等同于皇后。开元二十五年（737年）武惠妃逝世，玄宗悼惜良久，当时后宫数千，无可意者。《旧唐书·后妃传》的记载：“或奏玄琰女姿色冠代，宜蒙召见。时妃衣道士服，号曰太真”，回避了杨氏是李瑁妻子的事实。古代中国社会，杨氏先后嫁父子二人，被认为是乱伦，驸马都尉杨洄，也看出了唐玄宗的心事，就与心腹宦官高力士商量，高力士经杨洄的提醒，便寻机向玄宗進言，《新唐书·后妃传》的记载：有人进言杨氏“姿质天挺，宜充掖廷”，于是唐玄宗打算将杨氏召入后宫之中。根据《新唐书》的记载，在开元二十八年（740年）十月，以为玄宗母亲窦太后祈福的名义，敕書寿王妃杨氏出家为女道士。道号“太真”。

### 贵妃时期

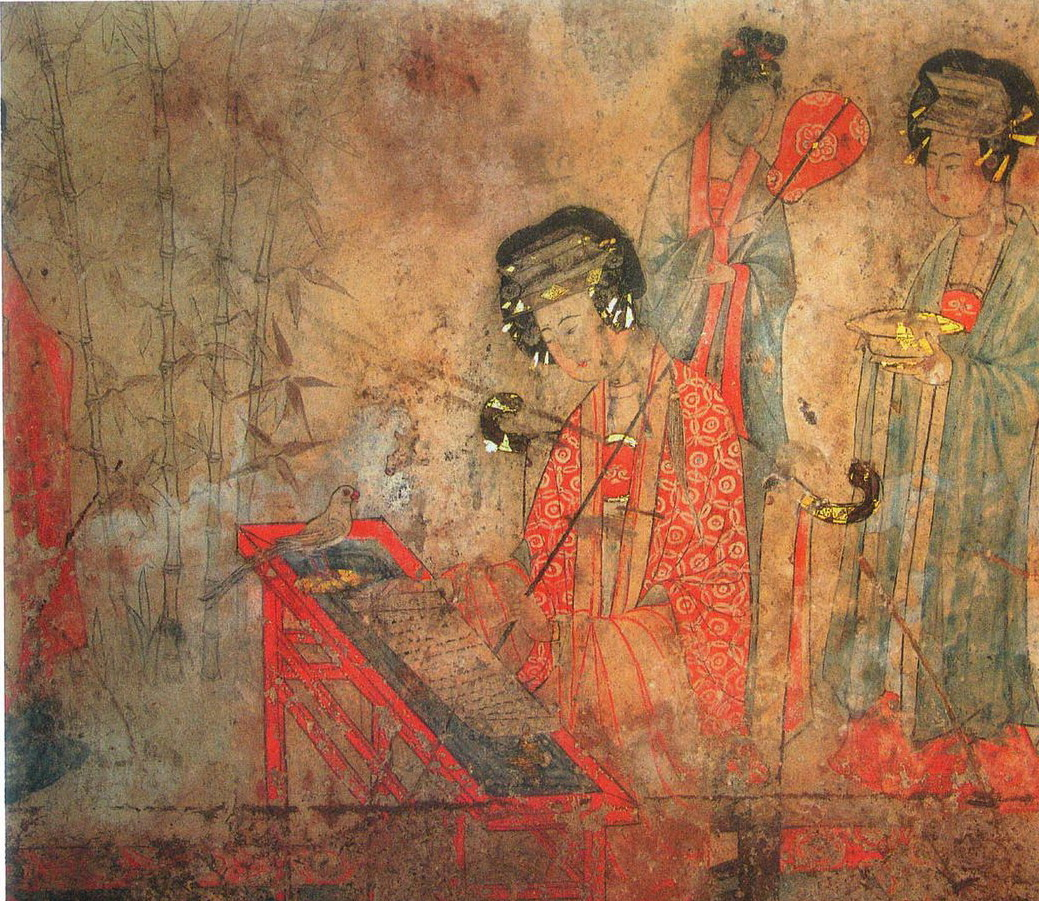
寶山遼墓壁畫「楊貴妃教鸚鵡頌經圖」

根據新出土《唐景龍觀威儀檢校修功德使田尊師墓誌銘》攷証（又命為貴妃授三皇寶錄師），道士田僓為楊太真授三皇寶籙。陳寅恪、陳垣認為，楊太真入道時間是開元二十九年正月二日。從開元二十九年至天寶三載，楊氏身份為女道士。天寶四年七月（745年）李瑁新娶韦氏。一个月后，杨太真受冊封為貴妃，成为唐玄宗妃嫔中地位最高者。此時杨氏二十七歲，而唐玄宗已六十一歲了，這時杨氏反成為李瑁的庶母。宫中呼杨氏为“娘子”，杨贵妃受到的礼数实际上等同于皇后。
楊貴妃備受寵幸，其宗族因此繁盛，很多人都獲授官爵或賞賜：父亲杨玄琰累次追赠为太尉、齐国公，母亲受封凉国夫人。叔叔杨玄珪提拔为光禄卿。其堂兄楊國忠之子杨昢、杨暄，贵妃堂弟杨鉴，皆娶公主、郡主为妻，杨氏一门尚两公主、两郡主。贵妃父祖立私庙，玄宗御制家庙碑文并书。其大姐封為韓國夫人，三姐封為虢國夫人，八姐封為秦國夫人。虢国夫人排行第三，以天生丽质自美，不假脂粉。韩国夫人的女儿崔氏亦因母亲的关系，被唐玄宗选为皇孙广平郡王李俶的王妃。唐玄宗对杨氏姐妹的恩宠声焰震天下。每次命妇入朝，玄宗的妹妹持盈公主等人皆礼让杨氏姐妹不敢就位。从中央至地方的官员“奉请托，奔走期会过诏敕。四方献饷结纳，门若市然”。玄宗的两个女儿建平和信成公主因为得罪贵妃家族，被追回赏赐，驸马都尉独孤明因此失官，另一位驸马程昌裔亦因杨氏家族停官。天宝五年、九年，贵妃曾两次得罪玄宗，被遣出皇宫。但都被玄宗召回，更为宠爱。
其堂兄楊國忠為人好賭，但也封官入朝，其後更在李林甫死後代其任右相（中書令）把持朝政。唐朝政治更加腐敗。周昉有畫《楊妃架雪衣女亂雙陸圖》，描畫唐玄宗與人玩雙陸要輸時，楊貴妃故意放白鸚鵡擾亂棋局。楊氏家族飛揚跋扈、胡作非為，使朝野均對他們充滿了巨大的怨恨，但贵妃并未对家人的行为有任何约束。

## 逝世

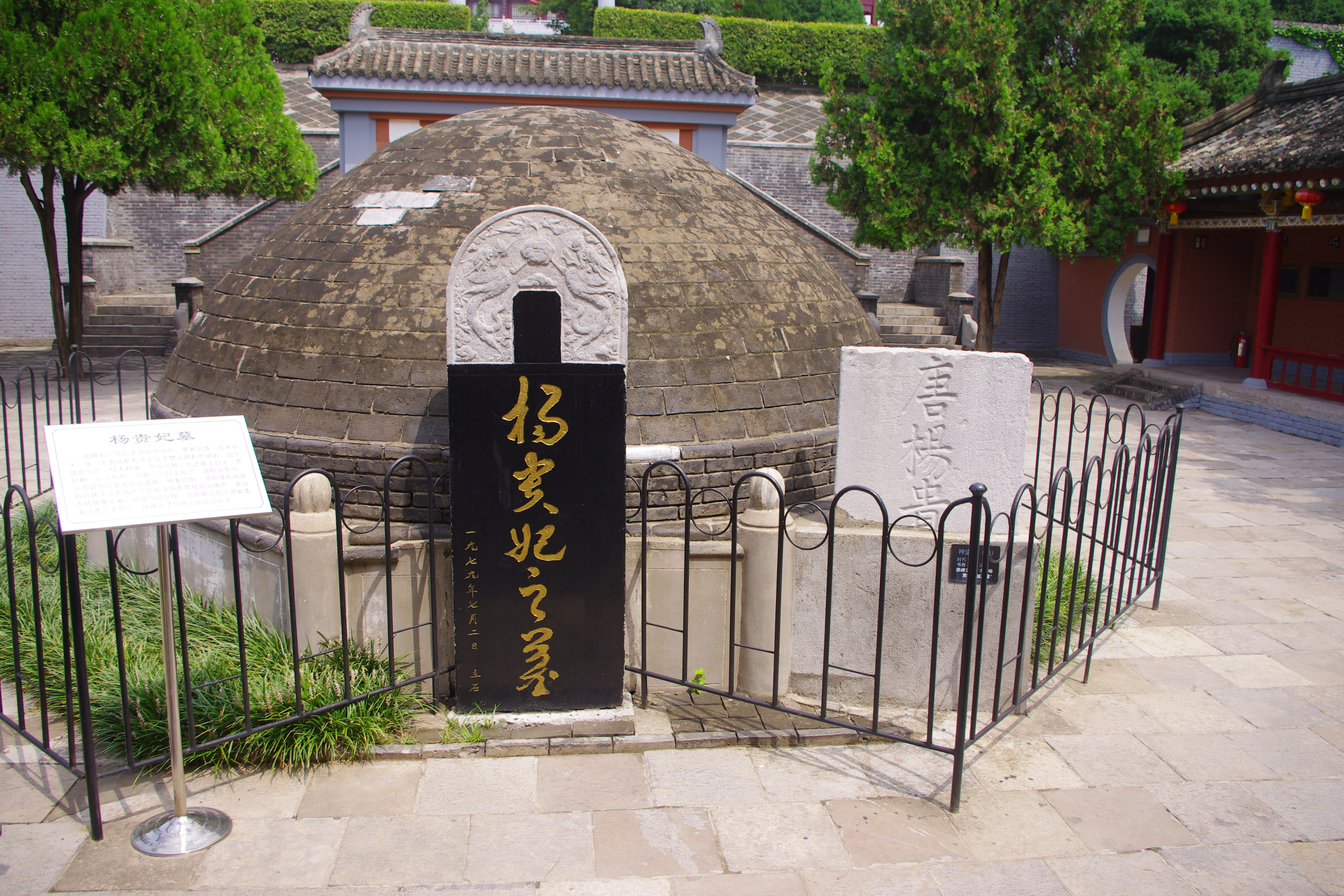
兴平市马嵬镇杨贵妃墓，第一批陕西省文物保护单位。

天寶十四年（公元755年），范阳、平卢、河东三镇节度使安祿山以清君側，反楊國忠為名起兵叛亂，兵鋒直指長安。次年，唐玄宗帶著楊貴妃与楊國忠逃往蜀中（今四川成都），途經馬嵬驛（今陝西興平市西）時，陳玄禮為首的随驾禁军軍士，一致要求處死楊國忠跟楊貴妃，隨即嘩變，將楊國忠寸斬。
唐玄宗言國忠亂朝，理當誅滅，然貴妃無罪，本欲赦免，無奈禁軍士兵皆認為貴妃乃禍國紅顏，安史之亂乃因貴妃而起，不誅難慰軍心、難振士气，繼續包圍皇帝。唐玄宗接受高力士的勸言，为求自保，不得已之下，賜死了楊贵妃。最終楊貴妃被賜白綾一條，縊死在佛堂的梨樹下，時年三十八歲，這就是白居易的《長恨歌》中的「六軍不發無奈何，宛轉蛾眉馬前死」之典故。
旧新唐书记，最初杨贵妃安葬于驿西道侧。唐玄宗自蜀地回到长安后，派中使祭奠，诏令改葬。礼部侍郎李揆曰：“龙武将士诛国忠，以其负国兆乱。今改葬故妃，恐将士疑惧，葬礼未可行。”于是便停止了。唐玄宗又密令中使改葬于他所。当初安葬时以紫褥包裹尸体，再葬时肌肤已坏，而香囊仍在。内官呈献给玄宗，玄宗视之凄惋，于是命人画贵妃的画像于别殿，朝夕视之。

### 相关传说

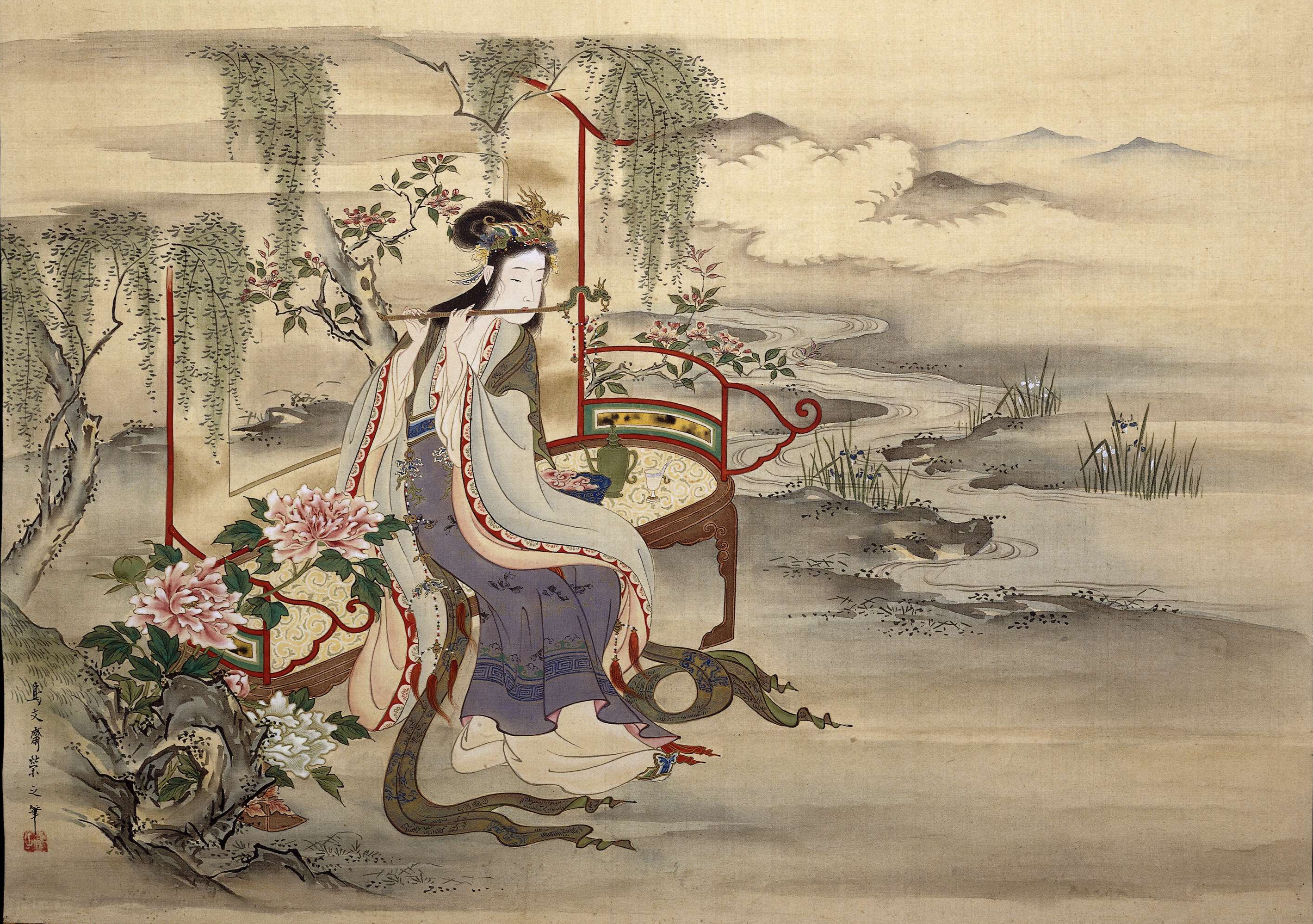
日本畫家細田榮之所繪杨贵妃畫像

《旧唐书》、《新唐书》与《通鉴》等正史與正典以及唐人笔记杂史如《高力士外传》、《唐国史补》、《明皇杂录》、《安禄山事迹》等皆認為玄宗在安史之亂中逃亡時被叛軍所迫，絞死杨贵妃。但亦有各种不同说法。有说，玄宗在安史之亂平定后回宮，曾派人去尋找楊貴妃的遺體，但未尋得。

#### 死于佛堂
有人说，杨玉环可能死于佛堂。《旧唐书·杨贵妃传》记载：禁军将领陈玄礼杀了杨国忠父子之后，认为“贼本尚在”，请求再杀杨贵妃以免后患。唐玄宗无奈，与贵妃诀别，“遂缢死于佛室”。《资治通鉴·唐纪》记载：唐玄宗是命高力士把杨贵妃带到佛堂缢死的。《唐国史补》记载：高力士把杨贵妃缢死于佛堂的梨树下。陈鸿的《长恨歌传》记载：唐玄宗知道杨贵妃难免一死，但不忍见其死，便使人牵之而去，“仓皇辗转，竟死于尺组之下”。乐史的《杨太真外传》记载：唐玄宗与杨贵妃诀别时，她“乞容礼佛”。高力士遂缢死贵妃于佛堂前的梨树之下。陈寅恪在《元白诗笺证稿》中指出：“所可注意者，乐史谓妃缢死于梨树之下，梨花一枝春带雨’句之影响。果尔，则殊可笑矣。”乐史的说法来自《唐国史补》。

#### 死于乱军
杨贵妃也可能死于乱军之中。杜甫于至德二年（公元757年）在安禄山占据的长安，作《哀江头》一首，其中有“明眸皓齿今何在，血污游魂归不得”之句，暗示杨贵妃不是被缢死于马嵬驿，因为缢死是不会见血的。李益所作七绝《过马嵬》和七律《过马嵬二首》中有“托君休洗莲花血”和“太真血染马蹄尽”等诗句，也反映了杨贵妃为乱军所杀，死于兵刃之下的情景。杜牧《华清宫三十韵》的“喧呼马嵬血，零落羽林枪”；张佑《华清宫和社舍人》的“血埋妃子艳”；温庭筠《马嵬驿》的“返魂无验表烟灭，埋血空生碧草愁”等诗句，也都认为杨贵妃血溅马嵬驿，并非被缢而死。

#### 吞金而死

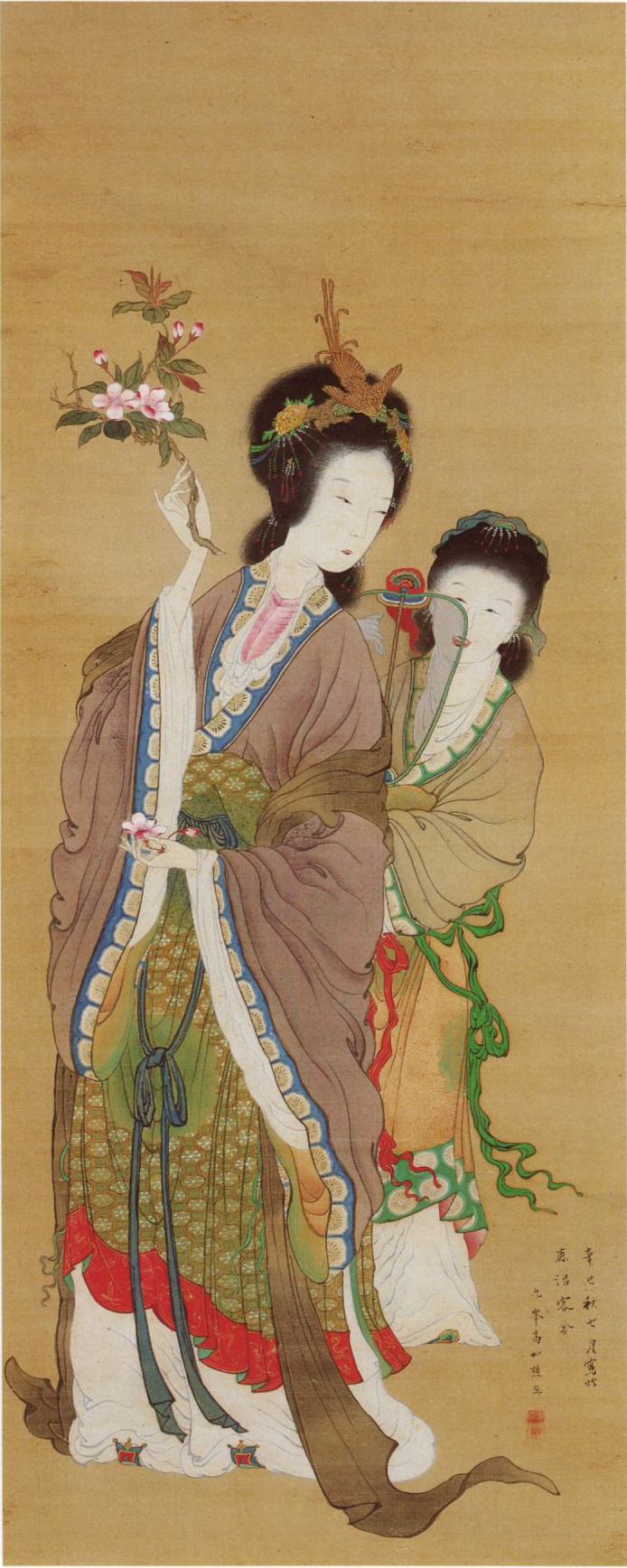
「楊貴妃圖」高久靄厓畫，静嘉堂文庫美術館收藏

有一说指出楊貴妃是吞金而死。这种说法仅见于刘禹锡所用的《马嵬行》一诗。刘氏之诗曾写道：“绿野扶风道，黄尘马嵬行，路边杨贵人，坟高三四尺。乃问里中儿，皆言幸蜀时，军家诛佞幸，天子舍妖姬。群吏伏门屏，贵人牵帝衣，低回转美目，风日为天晖。贵人饮金屑，攸忽舜英暮，平生服杏丹，颜色真如故。”从这首诗来看，杨贵妃是吞金而死的。陈寅恪曾对这种说法颇感稀奇，并在《元白诗笺证稿》中作了考证。陈氏怀疑刘诗“贵人饮金屑”之语，是得自《里儿中》，故而才与众说有异。然而，陈氏并不排除杨贵妃在被缢死之前，也有可能吞过金，所以《里儿中》才传得此说。

#### 流落民间
还有人认为，杨贵妃并未死于马嵬驿，而是流落民间。俞平伯在《论诗词曲杂著》中对白居易的《长恨歌》和陈鸿的《长恨歌传》作了考证。他认为白居易的《长恨歌》、陈鸿的《长恨歌》之本意，盖另有所长。俞先生认为，杨贵妃并未死于马嵬驿。当时六军哗变，贵妃被劫，钗钿委地，诗中明言唐玄宗“救不得”，所以正史所载的赐死之诏旨，当时絕不会有。陈鸿的《长恨歌》所言“使人牵之而去”，是说杨贵妃被使者牵去藏匿远地了。白居易《长恨歌》说唐玄宗回銮后要为杨贵妃改葬，结果是“马嵬坡下泥中土，不见玉颜空死处”，连尸骨都找不到，这就更证实贵妃未死于马嵬驿。值得注意的是，陈鸿作《长恨歌传》时，唯恐后人不明，特为点出：“世所知者有《玄宗本纪》在。”而“世所不闻”者，今传有《长恨歌》，來去描述他們的愛情故事。

#### 東渡日本
日本民间和学术界有这样一种看法：在马嵬驿被缢死的，乃是一个侍女。禁军将领陈玄礼憐惜楊贵妃美貌，不忍杀之，遂与高力士合谋，以侍女代死。杨贵妃则由陈玄礼亲信护送南逃，扬帆出海，由日本遣唐使阿倍仲麻呂、藤原刷雄護送，於日本久谷町久津上岸，當時的日本皇室仿擬唐朝，對唐朝貴妃的到來，自然是熱烈歡迎、禮遇有加。楊貴妃到達日本后，受到當時的日本女皇孝謙天皇的接見，安排居住在奈良附近的和歌山上，並把她許配給藤原刷雄為妻。日本都城遷平安京（京都）時她又隨至京都，生活了三十年，后病逝於京都，享年六十八歲。日本山口县“杨贵妃之乡”建有杨贵妃墓。1963年有一位日本女性向电视观众展示了自己的一本家谱，说她就是杨贵妃的后人。日本著名影星山口百惠，也自称是杨贵妃的后裔。

## 相关

### 体态
五代的《开元天宝遗事》稱楊貴妃“素有肉體”，宋代蘇軾的詩《孫莘老求墨妙亭詩》中有“短長肥瘦各有態，玉環飛燕誰敢憎”一句，后世一些人遂以成语“環肥燕瘦”而附会，认为杨贵妃体态较胖。
然而，唐代的畫作如《簪花仕女圖》、《步輦圖》等描繪的宮廷貴族女性多為臉龐圓潤，體態勻稱，並不是肥胖。此外，唐詩中並無以胖為美的詩句，反倒有不少讚美細腰的詩句。
根据历史记载，贵妃擅长舞蹈，其代表舞即为著名的“霓裳羽衣曲”，其舞蹈水平也常被人与赵飞燕相比較，贵妃还十分擅长於胡旋舞。一般認為，楊貴妃作為舞者，即使胖最多也是微胖，如果太胖，是難以完成這些曼妙舞曲的。此外，杜甫的《麗人行》有：“態濃意遠淑且真，肌理細膩骨肉勻”，認為楊貴妃等麗人是骨肉勻稱，並不是肥胖。白居易的《長恨歌》寫楊貴妃：“侍兒扶起嬌無力”，而扶起胖人是不會讓人覺得嬌弱無力的。陳鴻的《長恨歌傳》則描寫楊貴妃“鬢髮膩理，纖穠中度，舉止閑冶，如漢武帝李夫人。”“纖穠”意為纖細和豐腴，顯然作者認為楊貴妃肥瘦適中，身材勻稱。

### 容顏
杜甫有《哀江头》诗：「明眸皓齿今何在，血污游魂归不得。清渭东流剑阁深，去住彼此无消息。人生有情泪沾臆，江花江草岂终极！」，還有白居易在《长恨歌》中用「回眸一笑百媚生，六宮粉黛無顏色」来形容她的倾国之貌、 用「溫泉水滑洗凝脂」描写贵妃皮肤的嫩滑白净。

### 傳說
- 楊貴妃喜食荔枝，唐玄宗“乃置骑传送，走数十里，味未变已至京师[2]”。杜牧的《过华清宫》一诗中提到:“一骑红尘妃子笑，无人知是荔枝来[18]”，據說荔枝從产地嶺南送到長安時表面尚有露水。此品種亦稱為「妃子笑」。

## 影響
楊貴妃的故事是古往今來許多文學作品的素材：
- 詩歌：
  - 李白七言樂府清平調
  - 鄭畋七言絕句馬嵬坡
  - 白居易長詩长恨歌
  - 李商隐马嵬
  - 杜牧《过华清宫三绝》
- 戲劇：
  - 元朝 白朴 《唐明皇秋夜梧桐雨》
  - 明朝 《磨塵鑒》
  - 明朝 吳世美 《惊鴻記》
  - 明朝 屠隆 《彩毫記》
  - 清朝 洪昇 《長生殿》
  - 《貴妃醉酒》
  - 《太真外傳》
  - 陳鴻 《馬嵬坡》
- 小說
  - 《楊太真外傳》
  - 《長恨歌傳》

另外，现今的浙江省玉环市的名字一说来源于杨贵妃。

## 相关改编

### 電影
| 年份   | 地區/制片商                                                             | 作品                              | 演員                          |
| 1927年 | 中国上海影戏公司                                                        | 《杨贵妃》                        | 贺蓉珠（贺佩蓉）              |
| 1941年 | 中国上海国华影业公司                                                    | 《杨贵妃与梅妃》（又名：梅妃）    | 袁绍梅                        |
| 1955年 | 英屬香港 中国艺联电影制片公司                                           | 《杨贵妃》                        | 谢家骅                        |
| 1955年 | 大日本映畫製作株式會社                                                  | 《楊貴妃》                        | 京町子                        |
| 1962年 | 英屬香港邵氏兄弟                                                        | 《杨贵妃》                        | 李麗華                        |
| 1962年 |                                                                         | 《天下一色楊貴妃》                | 都琴峰 （页面存档备份，存于） |
| 1962年 |                                                                         | 《楊貴妃 （页面存档备份，存于）》 | 金芝美 （页面存档备份，存于） |
| 1992年 | 中国广西电影制片厂                                                      | 《杨贵妃》                        | 周 洁                         |
| 1996年 | 中国广西电影制片厂                                                      | 《杨贵妃后传》                    | 侯俊杰                        |
| 2015年 | 中国北京春秋鸿文化投资股份有限公司 中国电影集团                         | 《王朝的女人·杨贵妃》             | 范冰冰                        |
| 2017年 | 中国新丽传媒 · 日本角川映画 · 香港英皇电影 · 中国北京二十一世纪盛凯影业 | 《妖猫传》                        | 张榕容                        |

### 電視劇
| 年份   | 地區/電視台              | 作品                                 | 演員     |
| 1976年 | 香港無綫電視             | 《楊貴妃》                           | 殷巧兒   |
| 1983年 | 香港亞洲電視             | 《劍仙李白》                         | 周麗娟   |
| 1986年 | 臺灣華視                 | 《楊貴妃》                           | 馮寶寶   |
| 1986年 | 臺灣台視                 | 《楊貴妃傳奇》                       | 湯蘭花   |
| 1990年 | 中国                     | 《唐明皇》                           | 林芳兵   |
| 1990年 | 中国                     | 《杨贵妃之谜》                       | 吴海燕   |
| 1994年 | 中国                     | 《杨贵妃外传》（又名：杨贵妃秘史）   | 周 洁    |
| 1994年 | 新加坡电视机构/ 臺灣中视 | 《天师钟馗》（第一部《杨贵妃》单元） | 恬 妞    |
| 2000年 | 香港無綫電視             | 《楊貴妃》                           | 向海嵐   |
| 2002年 | 香港無綫電視             | 《天子尋龍》                         | 文頌嫻   |
| 2003年 | 中国                     | 《大唐歌飞》                         | 王璐瑶   |
| 2006年 | 中国                     | 《神鬼八陣圖》                       | 刘 洋    |
| 2007年 | 中国                     | 《大唐芙蓉园》                       | 范冰冰   |
| 2010年 | 中国                     | 《杨贵妃秘史》                       | 殷 桃    |
| 2014年 | 中国                     | 《靈魂擺渡》（第一季）               | 劉芊含   |
| 2016年 | 日本                     | 《最後的餐廳》                       | 山村紅葉 |
| 2017年 | 中国                     | 《大唐荣耀》                         | 曾 黎    |
| 2019年 | 中国                     | 《长安十二时辰》                     | 徐 璐    |
| 待播   | 中国                     | 《李白》                             | 伊能静   |

### 電視纪录片
| 年份   | 地區/播出平台/制作单位             | 作品               | 演員   |
| 2022年 | 中国湖南卫视、芒果TV、北京伯璟文化 | 《中国》（第二季） | 沈梦辰 |

### 综艺节目
| 年份   | 地區/播出平台/制作单位       | 作品                              | 演員   |
| 2019年 | 中国腾讯视频、企鹅影视       | 《演员请就位 (第一季)》（第六期） | 宋芸桦 |
| 2019年 | 中国优酷、欢娱影视、银河酷娱 | 《演技派》（第四期）              | 李嘉欣 |

### 廣告
| 年份   | 地區/产品 | 演員  |
| ------ | --------- | ----- |
| 2015年 | 日本GU    | 波 瑠 |

### 遊戲
| 年份   | 地區/产品            | 配音   |
| ------ | -------------------- | ------ |
| 2020年 | 日本Fate/Grand Order | 佳村遙 |

## 备注
1. ↑  《全唐文·卷三十五·元宗（十六）》○度寿王妃为女道士敕的原文仅称“太后”。玄宗嫡母刘氏和生母窦氏均在693年逝世，其中，生母窦氏追尊为皇太后。
2. ↑  杨贵妃母亲的姓氏不详，除受封为凉国夫人外，其余生平史书无载。传奇小说《杨太真外传》称“册妃日赠其父玄琰济阴太守，母李氏陇西郡夫人。又赠玄琰兵部尚书，李氏凉国夫人。”

## 外部連結
- 吴伟明：〈日本杨贵妃传说的流变及思想史考察 （页面存档备份，存于）〉。